# 理查德·格雷厄姆 (政治人物)

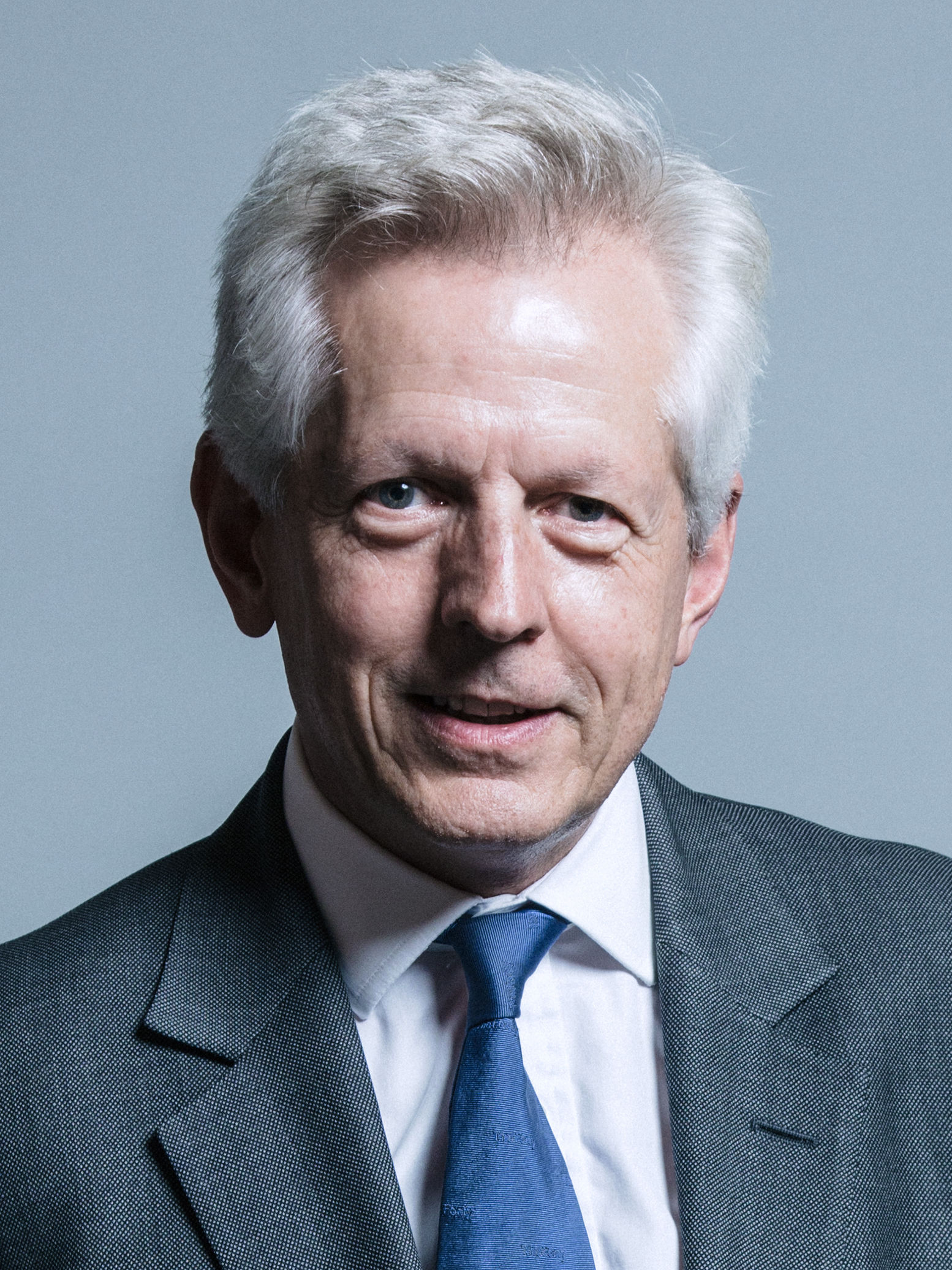

理查德·迈克尔·约翰·奥吉尔维·格雷厄姆，CMG（英語：Richard Michael John Ogilvie Graham，1958年4月4日—）是一位英格蘭政治人物，他的黨籍是保守黨。自2010年開始，他擔任格洛斯特選區選出的英國下議院議員。他畢業於牛津大學基督堂學院。